# Championnat d'Europe de la montagne 1933
Navigation
1932 1957
Le Championnat d'Europe de la montagne 1933 est la quatrième saison du championnat du même nom organisé par l'Association Internationale des Automobile Clubs Reconnus (AIACR), la dernière avant une interruption de quatorze ans. Le championnat reprendra donc en 1957, sous l'égide, cette fois, de la FIA. Le championnat est remporté par les pilotes italiens Carlo Felice Trossi sur voiture de course (RC) et Mario Tadini sur voiture de sport (SC).

## Épreuves de la saison
| N° | Épreuve                      | Date         | Pilote vainqueur    | Châssis              | Catégorie | Temps         |
| -- | ---------------------------- | ------------ | ------------------- | -------------------- | --------- | ------------- |
| 1  | Gaisberg (Salzbourg)         | 2 juillet    | Carlo Felice Trossi | Alfa Romeo 8C 2600   | RC        | 7 min 42 s 57 |
| 2  | Stelvio (Merano)             | 27 août      | Mario Tadini        | Alfa Romeo Monza 2.3 | SC        | 15 min 0 s 3  |
| 3  | Mont Ventoux (Avignon)       | 3 septembre  | Whitney Straight    | Maserati 8CM         | RC        | 14 min 31 s 6 |
| 4  | Col du Monte Ceneri (Lugano) | 24 septembre | Carlo Felice Trossi | Alfa Romeo Tipo B    | RC        | 4 min 26 s 2  |

## Classement

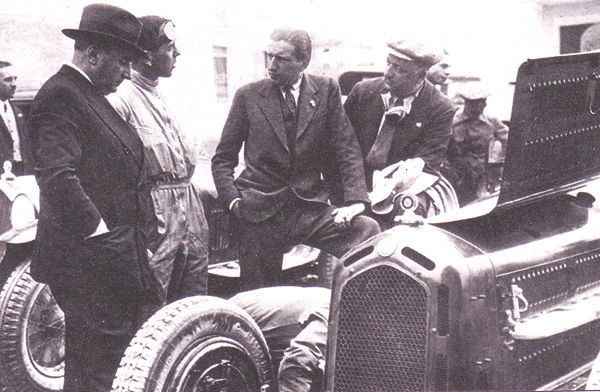
Eduardo Weber, Giulio Ramponi, Carlo Felice Trossi et Enzo Ferrari devant une Alfa Romeo Monza en juin 1933.

Le Championnat distribue les points en tant que « sanction », récompensant la régularité. Le champion est le pilote qui a inscrit le minimum de points au cours de la saison. Seuls les quatre meilleurs résultats comptent pour le score total.

### Catégorievoiture de course
| Pos. | Pilote              | Voiture          |   |   |   |   | Points |
| ---- | ------------------- | ---------------- | - | - | - | - | ------ |
| 1    | Carlo Felice Trossi | Alfa Romeo Monza | 1 | 1 | - | 1 | 3      |
| 2    | Gianni Battaglia    | Alfa Romeo 2300  | - | 3 | - | 3 | 16     |
| 3    | Whitney Straight    | Maserati 8CM     | - | - | 1 | - | 21     |
| 4    | Luigi Premoli       | Alfa Romeo       | 2 | - | - | - | 22     |
|      | Luigi Castelbarco   | Maserati 1500    | - | 2 | - | - | 22     |
|      | Marcel Lehoux       | Bugatti          | - | - | 2 | - | 22     |
|      | Carlo Pedrazzini    | Maserati         | - | - | - | 2 | 22     |
| 8    | Hans Stuber         | Bugatti          | 3 | - | - | - | 23     |
|      | Benoit Falchetto    | Bugatti          | - | - | 3 | - | 23     |

| Couleur | Résultat          | Points |
| ------- | ----------------- | ------ |
| Or      | Vainqueur         | 1      |
| Argent  | 2e place          | 2      |
| Bronze  | 3e place          | 3      |
| Vert    | 4e place          | 4      |
| Bleu    | Classé            | 5      |
| Violet  | Abandon           | 10     |
| Blanc   | N'a pas participé | 10     |

### Catégorievoiture de sport
| Pos. | Pilote              | Voiture              |   |   |   |   | Points |
| ---- | ------------------- | -------------------- | - | - | - | - | ------ |
| 1    | Mario Tadini        | Alfa Romeo Monza 2.3 | 1 | 1 | 1 | - | 3      |
| 2    | Hans Ruesch         | Alfa Romeo           | 2 | - | - | 5 | 17     |
| 3    | Felice Bonetto      | Alfa Romeo           | - | - | - | 1 | 21     |
| 4    | Renato Balestrero   | Alfa Romeo 2300      | - | 2 | - | - | 22     |
|      | Pierre Rey          | Bugatti              | - | - | 2 | - | 22     |
|      | Attilio Marinoni    | Bugatti              | - | - | - | 2 | 22     |
| 7    | Gildo Strazza       | Lancia               | 3 | - | - | - | 23     |
|      | Luigi Premoli       | BMP                  | - | 3 | - | - | 23     |
|      | Charles Brackenbury | Bentley              | - | - | 3 | - | 23     |
|      | Luigi Castelbarco   | Maserati             | - | - | - | 3 | 23     |

## Sources
- Résultats sur goldenera.fi
- Résultat sur euromontagna.com
- (en) Hans Etzrodt, « The Golden Era - HILL CLIMB WINNERS 1897-1949 », Part 5 (1931-1936) (consulté le 18 mai 2011)
- (en) Hans Etzrodt, « The Golden Era - HILL CLIMB WINNERS 1897-1949 », Hill Climb Championships (consulté le 16 mai 2011)